# Керсновська Єфросинія Антонівна
Єфросинія Антонівна Керсновська (рос. Ефросиния Антоновна Керсновская) (нар. 8 січня 1908, Одеса — пом. 8 березня 1994, Єсентуки) — російська письменниця та художниця, бесарабська поміщиця, ув'язнена ГУЛАГу. Авторка 2200 рукописних сторінок мемуарів, які сама ж ілюструвала 700 малюнками.

## Життєпис
Єфросинія Керсновська народиласяв 8 січня 1908 року в Одесі.